# Rome sauvée ou Catilina

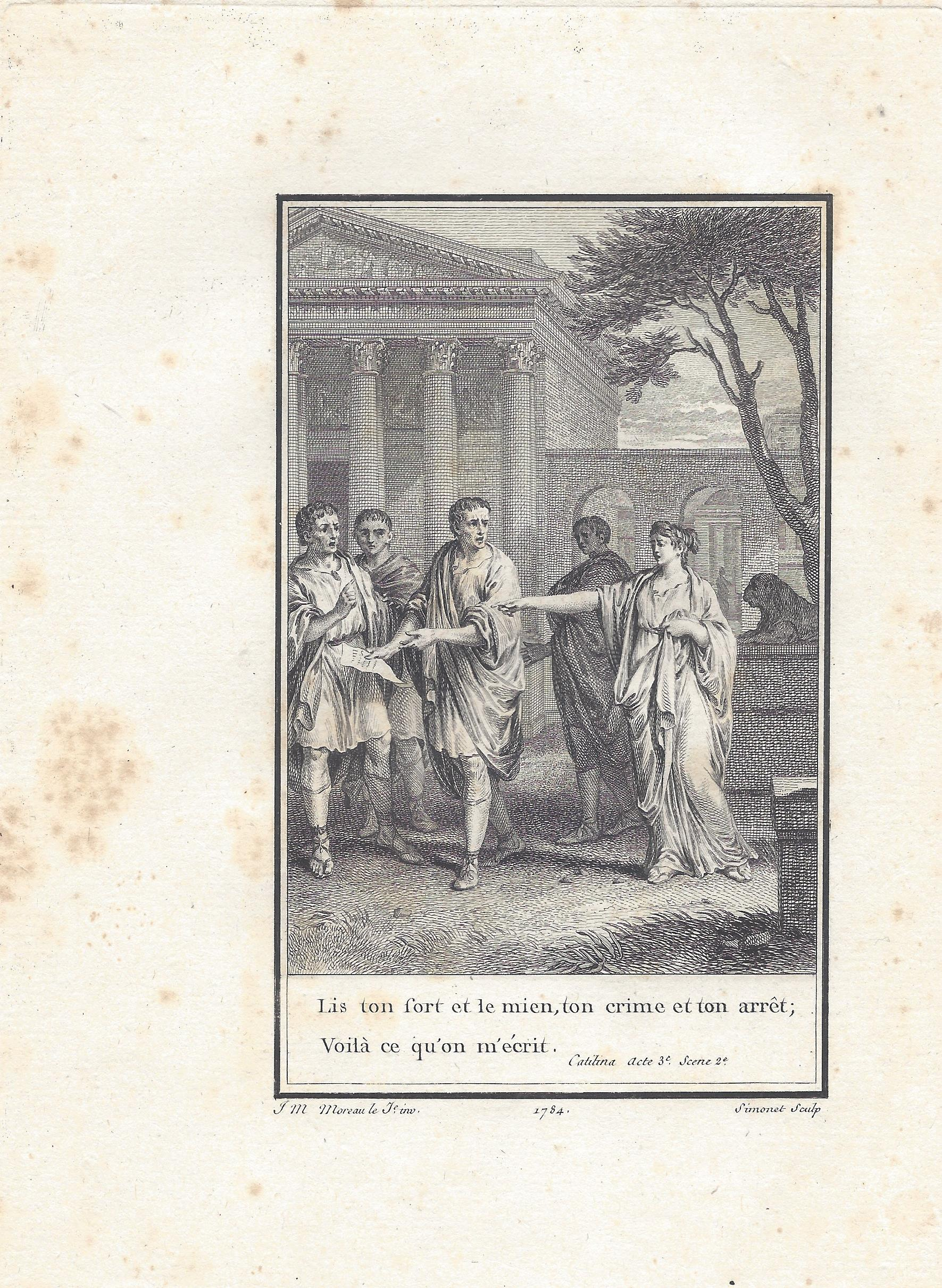
Jean-Michel Moreau: Illustration zum Catilina 1784

Rome sauvée ou Catilina ist eine Tragödie in fünf Aufzügen von Voltaire. Das gerettete Rom oder Catilina wurde mit mäßigem Erfolg am 24. Februar 1752 in der Comédie-Française uraufgeführt.

## Handlung
Akt 1
Die Handlung spielt zwischen dem Palast der Aurélie und dem Tempel des Tellus, die durch eine ebenerdige Galerie verbunden sind.
Catilina plant den Umsturz. Seine Gattin Aurélie versucht ihn davon abzubringen: Cicero, ihr Vater, Cato, Rom und die Götter stünden auf der Gegenseite. In Rom ist Unruhe. Cicero wirft Catilina vor, der Chef oder Komplize der Unruhestifter zu sein – dieser weist die Anschuldigungen zurück. – Cicero erklärt Catilina, er solle aus Rom fliehen, wenn er schuldig sei. In einem Gespräch mit Cato macht Cicero deutlich, dass er Catilina für gefährlicher hält als Caesar. Er sucht die Komplizen von Catilinas dunklen Komplotten.
Akt 2
Catilina fürchtet vor allem seine Frau. Er erörtert mit den Mitverschworenen Céthégus und Sura, ob Caesar ihr Mitverschwörer sein könne – ein Gespräch Catilinas mit Caesar macht jedoch klar, dass dieser für die Sache nicht zu gewinnen ist. Catilina trifft sich mit den übrigen Verschwörern: Der Tag der Rache ist gekommen. Alles ist vorbereitet. Cicero soll das erste Opfer sein, auch Caesar und Cato sollen geopfert werden. Catilina und seine Anhänger leisten den gemeinsamen Schwur.
Akt 3
Catilina geht davon aus, dass seine Armee in Rom sei, bevor der Senat handeln könne. Er sagt Aurélie, er werde das Blutbad in Rom an diesem Tag anrichten – sie entgegnet, er solle mit dem Mord an ihr beginnen und auch ihr Kind umbringen. – Die Verschwörer erkennen, dass sie verraten worden sind. Cicero hat Rom in Verteidigungsbereitschaft gebracht. Er fordert Catilina auf, in den Senat zu kommen, wenn er es wage.
Akt 4
Die Verschwörer Céthégus und Sura erscheinen im Senat. Cato sagt: Das Verbrechen steht ihnen auf der Stirn. Cicero erklärt, er habe einen Mitverschwörer Catilinas ergriffen und in Ketten legen lassen. Catilina gesteht vor dem Senat, versucht sein Vorgehen aber zu rechtfertigen. Cicero tritt gegen ihn auf, bezeichnet ihn als Verschwörer und Mörder seines Schwiegervaters Nonnius. Caesar verlangt Beweise. Aurélie tritt im Senat auf und verlangt Rache für ihren ermordeten Vater. Die verhafteten Mitverschwörer beschuldigen allein Catilina. Aurélie fordert, dass man ihm den Tod gebe. Sie nimmt sich das Leben. Am Ende vermag Cicero sich nicht durchzusetzen: Catilina verlässt mit den Senatoren seiner Partei den Senat.
Akt 5
Man weiß noch nicht, welche Haltung Caesar einnimmt, ob er das Vaterland erhalten oder zugrunde richten will. Für seinen Einsatz erhält Cicero die heiligen Namen des Vaters und des Rächers – die richtige Salbung für den Ruhmsüchtigen. Er setzt sich dafür ein, dass die Verschwörer Céthégus et Sura mit dem Tode bestraft werden.
Caesar verhält sich opportunistisch, zeigt eine heimliche Freude über die Verwirrungen in Rom. Cato klagt Caesar vor dem Senat an, die Verdächtigen zu schützen, kann ihm aber nicht schaden. Die Verschworenen Céthégus et Sura werden hingerichtet, Catilina fällt im Kampf.

## Literarische Vorlage und biografische Bezüge
Der Schriftsteller und spätere Zensor Prosper Jolyot Crébillon hatte bereits 1748 den durch die römische Geschichtsschreibung und die Reden Ciceros überlieferten Stoff mit großem Erfolg zur Tragödie Catilina verarbeitet. Der literarisch interessierten Herzogin von Maine Louise Bénédicte de Bourbon missfiel die monströse Farce Catilina von Crébillon. Voltaire, der insgesamt fünf Neufassungen der Tragödien seines Rivalen und Zensors Crébillon anfertigte, ließ sich nicht lange bitten. Seine erste Fassung will er, nacm einem Brief an Jean François Hénault vom 14. August 1749, im selben Sommer innerhalb einer Woche fertiggestellt haben. Rome sauvée ou Catilina wurde jedoch von Voltaire noch 1752  in Berlin stark überarbeitet.

## Aufführungen und zeitgenössische Rezeption
Zunächst erfolgten private Aufführungen, wie 1750 in Paris vor den vereinten Freunden und Kollegen Denis Diderot, Jean-François Marmontel, Jean François Hénault, Guillaume Thomas François Raynal und Claude-Henri de Fusée de Voisenon. Nach einer Vorstellung in Sceaux am 22. Juni 1750 teilte Voltaire der Herzogin von Maine mit, er werde am nächsten Morgen nach Berlin ziehen. Auch in Berlin veranstaltete Voltaire private Aufführungen des Stückes, so in der Gemächern der Prinzessin Amalia, in denen er wiederum die Rolle des Cicero übernahm. Die erste öffentliche Aufführung an der Comédie-Française folgte am 24. Februar 1752. Rome sauvée ou Catilina wurde nach zwölf Aufführungen vom Spielplan genommen. Die Kritik war verhalten, wobei Voltaire selbst beteuerte, das Stück in erster Linie als Literatur für die Kenner der Geschichte verfasst zu haben.

## Drucklegung
Eine erste nicht autorisierte Ausgabe von Rome sauvée ou Catilina erfolgte Ende Mai 1752 in Paris mit dem falschen Impressum Ètienne Bordeaux, Berlin. Die erste von Voltaire autorisierte Veröffentlichung folgte 1753 in einem Supplementband zum  Siècle de Louis XIV. bei Conrad Walther in Dresden.

## Beigabe
Voltaire stellte Rome sauvée ou Catilina ein kurzes erläuterndes Vorwort voran, in dem er vor allem die geschichtlichen und literarischen Bezüge betont.

## Erste Ausgaben
- Rome sauvée, tragédie de M. de Voltaire, représentée pour la prèmiere fois à Paris par les Comédiens français ordinaires du Roy, Étienne de Bordeaux, Berlin (recte: anonym vermutlich Paris), 1752, 106 S.
- Rome sauvée ou Catilina et autres Pièces du même Auteur, in: Supplement au Siècle de Louis XIV. Walther, Dresden, 1753.